# クリア (吉井和哉の曲)
「クリア」は、日本のミュージシャン・吉井和哉の13枚目のシングル。2015年1月28日に日本コロムビアから発売された。

## 概要
前作から約2年5か月ぶりとなるシングルで、アルバム『STARLIGHT』の先行シングルとして発売された。また、日本コロムビア内のレーベル・TRIADへの移籍後、初のシングル。
この曲は『39108』の頃から出来た曲だが、ポップ調のため今作で日の目を浴びることとなった。
吉井の移籍を祝し、TRIADは「Welcome back to TRIAD!!キャンペーン」を実施。TRIAD在籍時代に制作されたTHE YELLOW MONKEY楽曲の吉井和哉ソロによるライブ音源より20曲がセレクトされ、その中からファン投票によって選ばれた上位10曲が“Welcome back to TRIAD”Live Tracksとして収録された。
候補として上がっていたが収録されなかった曲は次の10曲である。
1. アバンギャルドで行こうよ
2. SPARK
3. 熱帯夜
4. FINE FINE FINE
5. 嘆くなり我が夜のFantazy
6. Chelsea Girl
7. ROCK STAR
8. I Love You Baby
9. Love Communication
10. 太陽が燃えている

## 収録曲
1. クリア [4:21]
(作詞・作曲・編曲：吉井和哉)
卒業をテーマに歌った曲。
2. ボンボヤージ [4:58]
(作詞・作曲・編曲：吉井和哉)
吉井の叔父が亡くなったとき、火葬炉の扉のハンドルを締めるようすが船のように感じたところから制作されたという。

“Welcome back to TRIAD”Live Tracks
1. Romantist Taste
『20th Special YOSHII KAZUYA SUPER LIVE』　2013年12月28日　マリンメッセ福岡
音源の収録は初。
2. Sweet ＆ Sweet　
『Flowers ＆ Powerlight Tour 2011』　2011年6月30日　東京国際フォーラム ホールA
初音源化。
3. Tactics　
『YOSHII BUDOKAN』　2007年12月28日　日本武道館
音源の収録は初。
4. VERMILION HANDS　
『Flowers ＆ Powerlight Tour 2011』　2011年4月25日　Zepp Tokyo
初音源化。
5. RED LIGHT　
『Flowers ＆ Powerlight Tour 2011～born-again～』　2011年12月28日　日本武道館
音源の収録は初。
6. 4000粒の恋の唄　
『TOUR 2013 GOOD BY YOSHII KAZUYA』　2013年5月18日　福島・あづま総合体育館
7. LOVERS ON BACKSTREET　
『TOUR 2013 GOOD BY YOSHII KAZUYA』　2013年5月18日　福島・あづま総合体育館
8. SUCK OF LIFE　
『20th Special YOSHII KAZUYA SUPER LIVE』　2013年12月28日　マリンメッセ福岡
音源の収録は初。
9. JAM　
『TOUR 2013 GOOD BY YOSHII KAZUYA』　2013年5月18日　福島・あづま総合体育館
10. WELCOME TO MY DOGHOUSE　
『20th Special YOSHII KAZUYA SUPER LIVE』　2013年12月28日　マリンメッセ福岡
音源の収録は初。

## 楽曲の収録アルバム
- STARLIGHT (#1)（2015年3月18日）
- 20 (#1)

## 参加ミュージシャン
- 吉井和哉 - ボーカル、ギター
- クリス・チェイニー（英語版） - ベース
- ハーマン・ジャクソン（英語版） - オルガン,クラビネット (#1)
- ジョシュ・フリーズ（英語版） - ドラム (#1)
- ジュリアン・コリエル（英語版） - ギター (#2,5)
- ジェームス・ギャドソン（英語版） - ドラム (#2)
- 日下部政則 - ギター(#3〜10,12)
- 生形真一 - ギター(#1,5,8,12)
- 三浦淳悟 - ベース(#3〜10,12)
- 吉田佳史 - ドラム(#3,4,6〜10,12)
- 城戸浩志 - ドラム(#5)